# Zavítsa (berg i Grekland)
Zavítsa är ett berg i Grekland.   Det ligger i regionen Peloponnesos, i den södra delen av landet, 110 km sydväst om huvudstaden Aten. Toppen på Zavítsa är 940 meter över havet.
Terrängen runt Zavítsa är kuperad. Havet är nära Zavítsa åt nordost.  Närmaste större samhälle är Nafplion, 15,5 km nordost om Zavítsa. 